# 508-й парашутно-десантний полк (США)
508-й парашу́тно-деса́нтний полк армії США (англ. 508th Parachute Infantry Regiment (PIR) — військова частина повітряно-десантних військ США.